# Arthur Rubinstein
Arthur (Artur) Rubinstein (28. ledna 1887 Lodž – 20. prosince 1982 Ženeva) byl polsko-americký klavírista židovského původu, který se proslavil hlavně interpretacemi romantické hudby.  Jeden z největších klavírních virtuózů 20. století  a interpretů hudby Fryderyka Chopina, Johannese Brahmse, Franze Schuberta, Roberta Schumanna, Ludwiga van Beethovena, Sergeje Rachmaninova, Karola Szymanowského a Manuela de Fally. Za svou více než 80letou kariéru pianisty odehrál přes 6000 vystoupení po celém světě s mnoha renomovanými orchestry a dirigenty. Byl nejen sólista, ale  byl považován také  za vynikajícího komorního hráče, jehož partnery byli Henryk Szeryng, Jascha Heifetz, Pablo Casals, Grigorij Pjatigorskij a Guarneri Quartet.  

## Život

### Mládí a začátek kariéry
Narodil se v rodině židovského majitele menší textilní továrny  v Lodži jako nejmladší ze sedmi dětí. Od dětství projevoval hudební talent, už ve čtyřech letech hrál jako „zázračné dítě“ a v sedmi letech vystoupil na benefičním koncertu. První hodiny klavíru absolvoval u Adolfa Prechnera v Lodži. Později studoval hru na klavír ve Varšavě a od deseti let  na Vyšší hudební škole v Berlíně u Karla Heinricha Bartha. V prosinci roku 1900, ve 13 letech, poprvé koncertoval veřejně s orchestrem pod vedením rektora hudební akademie Josepha Joachima.   Hrál díla Mozarta, Chopina, Schumanna a také koncert pro klavír a orchestr g moll Camilla Saint-Saënse, jenž se stal trvalou součástí jeho repertoáru. Nepatřil k poctivým, pilným žákům, nerad cvičil a  odmítal hrát etudy a stupnice.  Většinu svého mládí se spoléhal na přirozený talent,  své mimořádné schopnosti a fotografickou paměť, díky které v krátké době dokázal zahrát bez not celá hudební díla. Později mluvil plynně osmi světovými jazyky. 

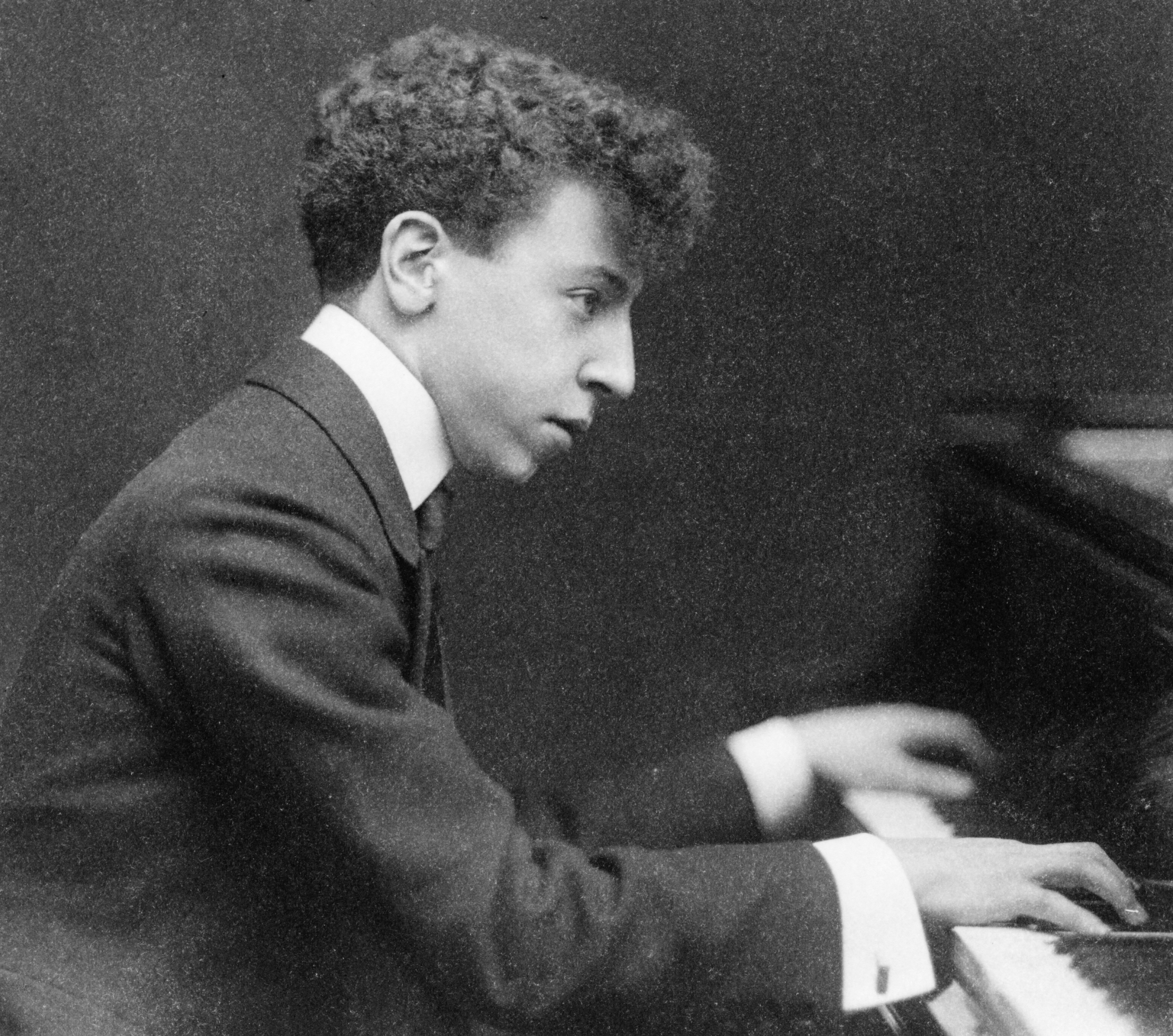
Arthur Rubinstein (1906)

Roku 1904 se přestěhoval do Paříže, kde začala jeho  profesionální kariéra i pestrý společenský život.  Zde se seznámil s Mauricem Ravelem, Paulem Dukasem, Jacquesem Thibaudem  a dalšími zástupci kulturních i společenských kruhů. Udržoval kontakty s polskými krajany, jeho nejbližšími přáteli byli  houslista Pavel Kochanski  a skladatel Karol Szymanowski.  Roku 1906 uskutečnil první koncertní turné do Spojených států, vystoupil také v Carnegie Hall v New Yorku, ale očekávaný úspěch se nedostavil. 
Po návratu do Evropy se Rubinstein čtyři roky zdržel veřejných vystoupení. Během této doby žil bouřlivě – občas byl chudý a neměl kde přespat, jindy žil mezi kultivovanou elitou. Spřátelil se s dirigentem Sergejem Kusevickým a skladatelem Igorem Stravinským. Stravinskij mu věnoval klavírní úpravu svého baletu Petruška, která se stala stálou součástí Rubinsteinova repertoáru. Měl řadu milostných afér a roku 1908 se v krizi pokusil o sebevraždu. 

### Mezi dvěma válkami
Od roku 1912 žil v Londýně, kde  ho zastihla první světová válka. První dvě válečná léta strávil ve Španělsku, kde získal mnoho příznivců svým temperamentním a vášnivým přednesem. Pobyt ve Španělsku znamenal zásadní obrat v jeho životě. Naučil se španělsky a začal hrát díla španělských skladatelů Manuela de Fally, Isaca Albénize a Enrique Granadose.  Stejně vřelého přijetí se mu dostalo v Jižní Americe, kam odcestoval na turné v roce 1917.  Získal mnoho vlivných obdivovatelů, úspěšná vystoupení mu poskytla peníze a povzbuzení do další práce. Několik měsíců roku 1918 koncertoval na Kubě, v  USA a Mexiku. V New Yorku se setkal s přítelem Szymanowským, seznámil se se Sergejem Prokofjevem, Dariem Milhaudem a dalšími  hudebníky.  Vedl čilý společenský život, okořeněný jeho zálibou v hazardních karetních hrách.
Po skončení války se vrátil do Evropy již jako občan nového Polského státu. Jeho hlavním sídlem se stala Paříž, odkud ve dvacátých letech vyjížděl na turné do Španělska, Anglie,  USA a Jižní Ameriky. Navštívil také svou rodinu v Polsku a koncertoval v Itálii, Turecku, Řecku, Egyptě. Během pobytu ve Francii  u něho znovu propukla  hráčská vášeň, jeho život byl v tomto období vyplněn návštěvami večírků a společenských událostí. Byl dobrý společník, vtipný, srdečný  a skromný. Se svými přáteli Cocteauem,  Picassem a dalšími si užíval bohémského života umělce, ale cítil, že úroveň jeho vlastní hry  se hlavně po technické stránce zastavila. Vždy více spoléhal na svůj  přirozený talent pro hudbu a schopnost rychlého zvládnutí skladeb, než na dokonalou techniku. Svým citlivým přednesem a charismatickým  projevem dokázal okouzlit publikum a v koncertní síni vytvořit neopakovatelnou atmosféru. Chyběla mu však  hloubka, přesnost a přesvědčivost interpretace. Začátkem 30. let Rubinstein  prošel obdobím hledání nového stylu. Na několik měsíců omezil veřejná vystoupení, začal více pracovat na technice a přípravě repertoáru.  Jedním z impulzů této změny bylo nahrávání na gramofonové desky, které vyžadovalo precizní provedení. První nahrávky vznikly v Londýně u firmy His Master’s Voice v roce 1928. Byly na nich  jeho nejpopulárnější interpretace:  de Fallův  Ohňový tanec, Navarra od Albénize, Brahmsova sonáta d moll. Změna nastala i v jeho osobním životě, když se roku 1932 se oženil s mladou polskou balerínou Anielou (Nelou)  Mlynarskou. V následujícím roce se jim narodila dcera Eva, v roce 1935 pak syn Paul.
V roce 1933 se vrátil na scénu a zahájil novou éru své umělecké kariéry. V doprovodu manželky absolvoval turné do Jižní Ameriky, po balkánských zemích, Egyptě, měl několik koncertů v  Sovětském svazu, Polsku a Švédsku. Při nahrávání desek v Londýně se v roce 1935  seznámil s Janem Masarykem, tehdejším vyslancem Československé republiky. Dostal se až na Dálný východ, kde s úspěchem vystoupil v Japonsku, Číně, Filipínách, Indonésii.  V sezóně 1936–1937 absolvoval velké množství koncertů po celé Evropě, hrál v Jižní Americe a Austrálii. Byl pozván do Spojených států impresáriem Solem Hurokem, který měl velký podíl na jeho úspěších u amerického publika v dalších letech.

### Pobyt v USA
Nástup fašismu v Evropě, diskriminaci Židů a obsazení Polska hitlerovským Německem Rubinstein  veřejně odsuzoval, odmítal vystupovat v Německu.  Poté, co byly v roce 1938 v Itálii vyhlášeny  protižidovské zákony, Rubinstein zrušil italské koncerty a vrátil Mussolinimu vyznamenání, které mu udělil.  V říjnu 1939 odjel s rodinou na plánované turné do Spojených států a už tam zůstal. Během druhé světové války vystupoval  na charitativních koncertech, veřejně povzbuzoval Američany, aby se zapojili do války. Usadil se v Brentwoodu, v západní části Los Angeles, kde se mu narodily další dvě děti, dcera Alina a syn John.  Udržoval čilý společenský život, stýkal se nejen s místní filmovou elitou, ale také s emigranty z Evropy. Kromě bohaté koncertní činnosti spolupracoval s filmem a nahrál mnoho gramofonových desek.  Do svého repertoáru zařadil nové skladby, jako Rachmaninovu Rapsodii na Paganiniho téma nebo Szymanovského Koncertantní symfonii.  V roce 1946 se stal naturalizovaným občanem USA.  Velmi se však hlásil ke svým polským i židovským kořenům. Svým uměním často vyjadřoval podporu židovskému a polskému obyvatelstvu  – například hraním polské hymny  při koncertu k založení Organizace spojených národů v roce 1945 a později finančními příspěvky na pomoc  židovským přistěhovalcům při vzniku státu Izrael.
První zahraniční turné po válce, během níž ztratil velkou část své rodiny,  vedlo do Jižní Ameriky, koncertoval v Argentině a Chile. Do Evropy se vrátil roku 1947:  po koncertech v londýnské Royal Albert Hall přijel do Paříže, kde sklidil velký úspěch přednesem  Beethovenových, Chopinových a Rachmaninových skladeb. Svůj byt však nalezl obsazený a přišel o velkou část sbírky vzácných knih a obrazů. V Americe si pořídil nový dům na Tower Road v Beverly Hills, ve kterém zkoušel komorní skladby s Heifetzem a Pjatigorským. Nahrál hudbu k několika filmům, spolu s dalšími hudebníky se objevil ve filmu Carnegie Hall (1947). V roce 1953 Rubinstein s rodinou  opustil Kalifornii a přestěhoval se do New Yorku. V roce 1955 sestavil nový program, který zahajoval Beethovenovým koncertem, po němž  následoval Brahms, Chopin, Schumann, Mozart, Liszt, Saint-Saëns nebo Grieg, Rachmaninovovy Variace na Paganiniho téma, Franckovy Symfonické variace a de Fallovy Noci ve Španělských zahradách. Koncerty s velkým úspěchem hrál střídavě v New Yorku, Paříži a Londýně.

### Návrat do Evropy

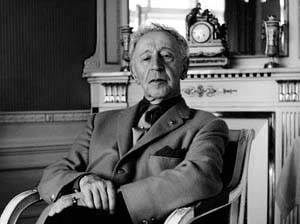
A. Rubinstein (E. Mendelmann 1963)

Podařilo se mu získat zpět dům v Paříži a od té doby žil střídavě v Evropě a Spojených státech. Jeho první poválečná návštěva Polska se uskutečnila v roce 1958 a zahrnovala koncerty v Krakově a Varšavě.  Polsko navštívil ještě sedmkrát, naposledy v roce 1979, kdy vystoupil  také v rodné v Lodži, kde mu bylo uděleno čestné občanství. Kromě každoročních turné po Evropě a Spojených státech navštívil v šedesátých letech Austrálii, Nový Zéland, Indii, Sovětský svaz a Japonsko. Postupně nahrál na gramofonové desky  téměř celý svůj repertoár.  Jeho nahrávky vyšly také na CD a tvoří přes 100 hodin hudby. 
V roce 1969 byl do kin uveden film Arthur Rubinstein – Láska k životu, který získal Oscara za nejlepší dokumentární film.  Láska k hudbě – stejně jako k doutníkům, knihám, obrazům, cestování, jídlu, vínu, ženám – ho provázela po celý jeho život.
V polovině sedmdesátých let se začal Rubinsteinův zrak zhoršovat, hrát mohl jen s velkými obtížemi. Odešel z pódia ve věku 89 let v květnu 1976 a naposledy koncertoval v londýnské Wigmore Hall, kde poprvé hrál téměř před 70 lety. Napsal dvě autobiografie, které vyšly i v češtině:
- Moje mladá léta (My young years, 1973), česky nakladatelství H&H 2001
- Moje mnohá léta (My many years, 1980), česky nakladatelství H&H 2003.

Od roku 1977 žil  s mladou hudební režisérkou Annabelle Whitestonovou v Ženevě, kde také zemřel ve spánku 20. prosince 1982 ve věku 95 let. Jeho urna je uložena v Jeruzalémě  na svahu hory Orah  na vyhrazeném pozemku, který se nyní nazývá Rubinsteinův les.

## Vyznamenání a ocenění

### Vyznamenání

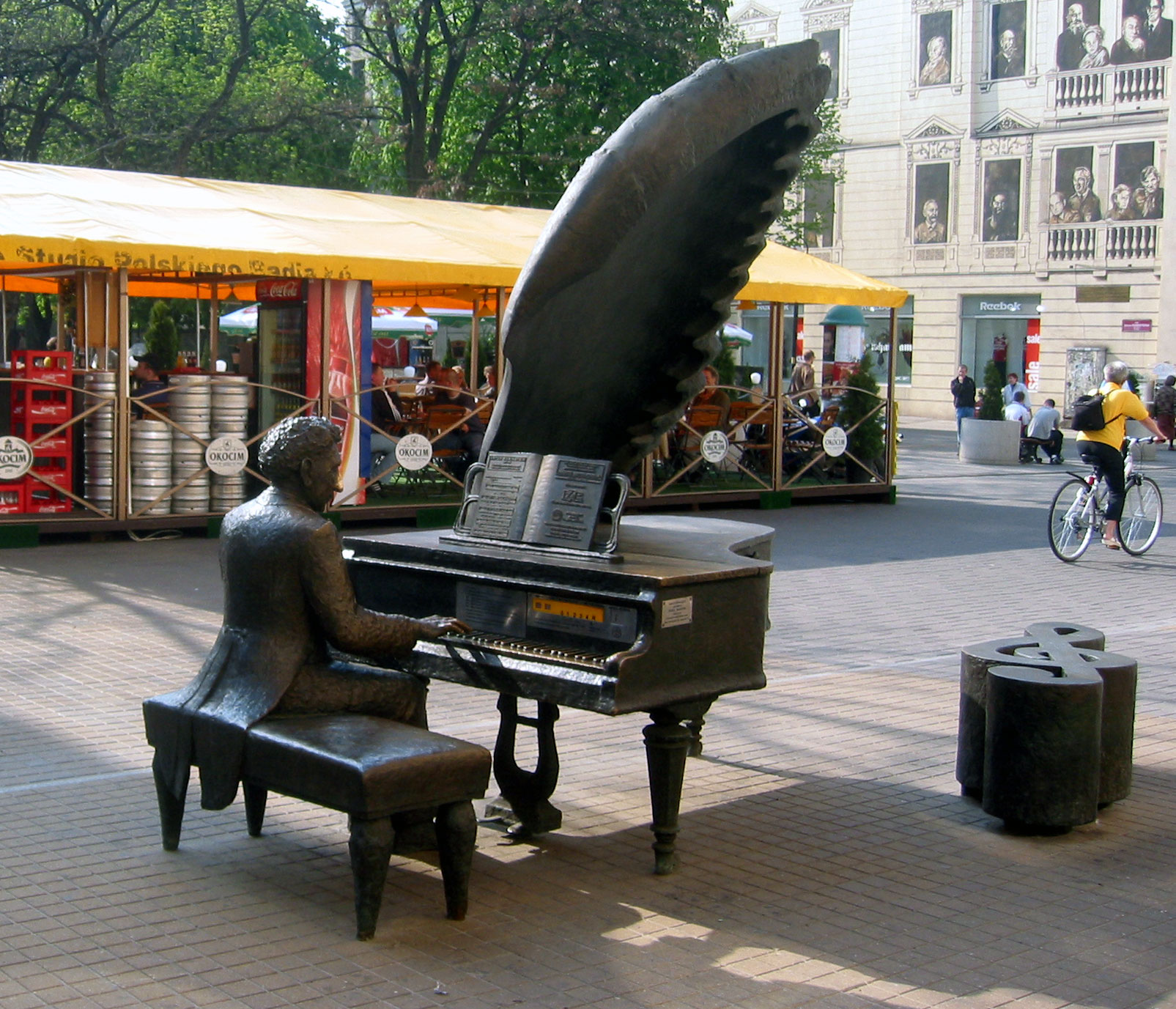
Pomník v rodné Lodži

- důstojník Řádu Leopoldova (Belgie)
- velkodůstojník Řádu čestné legie (Francie, 1977)
- velkodůstojník Řádu zásluh o Italskou republiku (Itálie, 15. dubna 1971)[22]
- velkokříž Řádu zásluh o Italskou republiku (Itálie, 4. srpna 1979)[23]
- důstojník Řádu znovuzrozeného Polska (Polsko, 1926)[24]
- důstojník Řádu svatého Jakuba od meče (Portugalsko, 31. května 1958)[25]
- velkodůstojník Řádu svatého Jakuba od meče (Portugalsko, 9. května 1972)[25]
- čestný rytíř-komandér Řádu britského impéria (Spojené království, 1977)[26]
- Prezidentská medaile svobody (USA, 1. dubna 1976) – udělil prezident Gerald Ford
- velkokříž Řádu Alfonse X. Moudrého (Španělsko, 1. dubna 1963)[27]

### Ocenění
Celkem získal šestkrát cenu Grammy Award za sólové i komorní nahrávky a roku 1994 za celoživotní dílo.
Byl zvolen členem francouzské Akademie krásných umění.

### Upomínky
V Izraeli se koná mezinárodní klavírní soutěž na jeho počest. Při první návštěvě  Izraele byl na předměstí Tel Avivu vysazen les,  pojmenovaný jeho jménem.
Součástí muzea v Lodži je hudební galerie Artura Rubinsteina, která ve dvou místnostech představuje četné suvenýry, fotografie a umělecká díla. 
Rubinsteinovo jméno nese filharmonie v Lodži a hudební škola v Bydhošti, která pořádá mezinárodní soutěž mladých klavíristů. 